# Габапентин
Габапентин — лекарственное средство, антиконвульсант, использующийся для лечения эпилепсии, а также нейропатической боли. По строению сходен с ГАМК (англ. GABA), однако механизм его действия не связан с прямым воздействием на ГАМК-рецепторы и выяснен не полностью.

## Правовой статус
В России габапентин с 1 сентября 2025 года планируется внести в список сильнодействующих веществ ПКУ (предметно-количественного учёта) по инициативе министерства здравоохранения.

## История
Габапентин был разработан компанией «Parke-Davis» и впервые описан в 1975 году. Под торговой маркой Neurontin он был впервые одобрен в мае 1993 года для лечения эпилепсии в Великобритании и продавался в США в 1994 году. В мае 2002 года габапентин был одобрен в США для лечения постгерпетической невралгии. В январе 2011 года в США была одобрена лекарственная форма пролонгированного действия габапентина для приёма один раз в день под торговой маркой Gralise. Габапентин энакарбил, который имеет большую биодоступность, в апреле 2011 года под торговой маркой Horizant был одобрен в США для лечения синдрома беспокойных ног и в июне 2012 года — для лечения постгерпетической невралгии.

## Применение в лечебной практике
Габапентин используется в основном для лечения судорог и невропатической боли. Чаще его принимают внутрь, при этом исследование показывает, что «ректальное введение не является удовлетворительным». Также назначается для многих «off-label» применений, таких как лечение тревожных расстройств, бессонница и биполярное расстройство. Тем не менее существует обеспокоенность в отношении качества проведённых испытаний, особенно в случае его использования в качестве стабилизатора настроения при биполярном расстройстве. На сегодняшний день нет достаточной доказательной базы в отношении эффективности применения габапентина как стабилизатора настроения и при лечении иных психических расстройств.

### Эпилептические приступы
Габапентин одобрен для лечения очаговых припадков и смешанных припадков. Недостаточно доказательств его использования при генерализованной эпилепсии.

### Невропатическая боль
В обзоре 2018 года было обнаружено, что габапентин не имеет никакой пользы при ишиасе или боли в пояснице.
Целевая группа Европейской федерации неврологических обществ 2010 года рекомендовала габапентин в качестве лечения первой линии для диабетической невропатии, постгерпетической невралгии или центральной боли. Она нашла хорошие доказательства того, что комбинация габапентина и морфина, или оксикодона, или нортриптилина действует эффективней, чем габапентин в качестве монотерапии; комбинация габапентина и венлафаксина может быть эффективней, чем один только габапентин.
Кокрановский обзор 2017 года обнаружил доказательства умеренного качества, показывающие уменьшение боли на 50 % у примерно 15 % людей с постгерпетической невралгией и диабетической невропатией. Доказательства находят мало пользы и значительный риск у пациентов с хронической болью в пояснице. Неизвестно, можно ли использовать габапентин для лечения других болевых состояний, и никакой разницы между различными рецептурами или дозами габапентина не обнаружено.
В обзоре за 2010 год было установлено, что он может быть полезен при невропатической боли из-за рака. Он неэффективен в отношении сенсорной нейропатии, связанной с ВИЧ, и, по-видимому, неэффективен при сложном региональном болевом синдроме.
В обзоре 2009 года обнаружено, что габапентин может уменьшить использование опиоидов после операции, но не помогает при хронической боли после операции. В обзоре 2016 года было обнаружено, что он не помогает при боли после замены колена.
Габапентин, по-видимому, столь же эффективен, как прегабалин, при невропатической боли, однако при этом стоит меньше. Все дозы, по-видимому, приводят к аналогичному облегчению боли.

### Мигрень
Руководящие принципы Американской ассоциации головной боли (AHS) и Американской академии неврологии (AAN) классифицируют габапентин как препарат с недостаточными доказательствами эффективности при профилактике мигрени. Кроме того, в кокрановском обзоре 2013 года сделан вывод о том, что габапентин не полезен в качестве профилактики эпизодической мигрени у взрослых.

### Тревожные расстройства
Габапентин использовался офф-лейбл для лечения тревожных расстройств. Однако существуют дискуссии о том, достаточно ли доказательств его эффективности для использования в этих целях.

### Другие виды использования
Габапентин может быть полезен при лечении сопутствующей тревожности у пациентов с биполярным расстройством (но не для лечения маниакальных или депрессивных эпизодов как таковых). Препарат может быть эффективным при лечении маятникового нистагма и инфантильного нистагма (но не периодического чередующегося нистагма). Он эффективен при гормональных приливах. Может также способствовать снижению боли и спастичности при рассеянном склерозе. Габапентин может уменьшать алкогольный абстинентный синдром (но не предотвращает связанные с ним судороги). Есть некоторые свидетельства его эффективности при лечении алкоголизма; в соответствии с директивой VA / DOD 2015 года о нарушениях употребления психоактивных веществ габапентин является «слабым» препаратом при его использовании для лечения алкоголизма и рекомендуется в качестве препарата второй линии. Использование для прекращения курения имеет смешанные результаты. Габапентин эффективен для облегчения зуда при почечной недостаточности (уремический зуд) при и зуде других причин. Это установленное лечение синдрома беспокойных ног. Габапентин может облегчить расстройства сна при синдроме беспокойных ног и частичными припадками. Габапентин может быть полезен при эссенциальном или ортостатическом треморе.
Габапентин также показал свою эффективность для облегчения головной боли после спинномозговой пункции по сравнению с плацебо или только обычным лечением, однако доказательства были низкого качества
Габапентин неэффективен в качестве монотерапии для стабилизации настроения при биполярном расстройстве. Недостаточно доказательств, подтверждающих его эффективность при обсессивно-компульсивном расстройстве и устойчивой к лечению депрессии. Габапентин неэффективен при лечении тиннитуса.

### Лечение боли у взрослых с фибромиалгией
Нет никаких качественных доказательств, подтверждающих или противоречащих предположению, что габапентин в суточных дозах от 1200 до 2400 мг уменьшает боль при фибромиалгии. Качество существующих доказательств очень низкое: было только одно небольшое исследование со значительными ограничениями. Несколько факторов снижают уверенность в результатах этого исследования.

### Лечение острой послеоперационной боли у взрослых
Габапентин — это лекарство, используемое прежде всего для лечения эпилепсии, а также боли, вызванной повреждением нервов (нейропатическая боль). Габапентин обычно не используется для лечения боли из-за травмы и послеоперационной боли. Было исследовано, эффективен ли габапентин при лечении острой послеоперационной боли у взрослых. В обзоре его эффективности при острой послеоперационной боли было рассмотрено четыре неопубликованных клинических испытания с 370 участниками, которые получали либо габапентин, либо плацебо, и был сделан вывод о некотором улучшении при острой послеоперационной боли, однако обнаружилось, что габапентин не так эффективен, как некоторые другие лекарства, обычно используемые при таком состоянии, особенно ибупрофен, диклофенак, напроксен и, вероятно, парацетамол (ацетаминофен) самостоятельно или в сочетании со слабым опиоидным анальгетиком.
Однако с научной точки зрения интересно, что лекарство, первоначально разработанное для лечения эпилепсии, может быть эффективно при послеоперационной боли. Вопросы, нуждающиеся в исследовании, касаются поиска оптимальной дозы и выяснения того, может ли комбинация габапентина с обычными болеутоляющими средствами быть лучше при послеоперационной боли, чем эти обычные обезболивающие лекарства сами по себе.

### Габапентин как дополнение к лекарственно-устойчивой фокальной эпилепсии
Результаты показали, что габапентин эффективно урежает припадки при использовании в качестве дополнительного лечения. По сравнению с плацебо, габапентин почти в два раза чаще сокращал приступы на 50 % и более. Наиболее распространённые побочные эффекты — атаксия (плохая координация и неустойчивая походка), головокружение, усталость и сонливость.
В целом качество доказательств было низким или умеренным, поскольку информация не была представлена для всех участников некоторых из испытаний, а некоторые из результатов были неточными. Необходимо исследование действия габапентина при его долгосрочном применении.

## Побочные эффекты
Наиболее распространёнными побочными эффектами габапентина являются головокружение, усталость, сонливость, атаксия, периферический отёк (отёк конечностей), нистагм, тремор, головная боль, тошнота, повышение массы тела, ослабление зрения, нарушения сознания. Габапентин также может вызывать сексуальную дисфункцию у некоторых пациентов, симптомы её могут включать потерю либидо, невозможность достичь оргазма и эректильную дисфункцию.
К побочным эффектам габапентина также относятся астения, невротические реакции, трудности концентрации внимания, замедление мышления, речевые нарушения вплоть до «немоты»:122—123, нарушения памяти, психозы. У детей с умственной отсталостью габапентин может вызывать выраженные поведенческие нарушения: агрессию, гиперактивность.
Как и ряд других противоэпилептических препаратов, габапентин может вызывать аггравацию — учащение, утяжеление эпилептических приступов, возникновение у пациента новых видов приступов:68. Он учащает типичные и атипичные абсансы и миоклонии. У 10 % обследованных пациентов габапентин вызвал миоклонус de novo, носивший умеренный характер и не затруднявший повседневной деятельности пациентов; при отмене препарата миоклонус прекратился:155.
Габапентин следует использовать осторожно у пациентов с почечной недостаточностью из-за возможного накопления и токсичности.
Со стороны сердечно-сосудистой системы: симптомы вазодилатации. При назначении совместно с другими противоэпилептическими лекарственными средствами — повышение артериального давления.
Со стороны пищеварительной системы: диспепсия, тошнота, рвота, боль в животе, повышение аппетита (приводящее, как правило, к увеличению массы тела:24, которое может повлечь за собой развитие сахарного диабета II типа и сердечно-сосудистых заболеваний), крайне редко — сухость во рту или глотке, запоры или диарея, панкреатит, повышение активности «печёночных» трансаминаз. При назначении совместно с др. противоэпилептическими лекарственными средствами — метеоризм, анорексия, гингивит.
Со стороны опорно-двигательного аппарата: редко — миалгия, артралгия. При назначении совместно с другими противоэпилептическими лекарственными средствами — боль в спине.
Со стороны нервной системы: сонливость, головокружение, атаксия, нистагм (дозозависимый), повышенная утомляемость, тремор:53, дизартрия, повышенная нервная возбудимость; редко — головная боль, амнезия, депрессия; крайне редко — нарушение мышления, спутанность сознания, тики, парестезии (дозозависимые), недомогание, гиперкинезия; усиление, гипо- или арефлексия, тревожность, враждебность. При назначении совместно с другими противоэпилептическими лекарственными средствами — бессонница.
Со стороны дыхательной системы: редко — ринит, фарингит. При назначении совместно с другими противоэпилептическими лекарственными средствами — кашель, пневмония.
Со стороны мочеполовой системы: крайне редко — недержание мочи. При назначении совместно с другими противоэпилептическими лекарственными средствами — снижение потенции, инфекция мочевых путей.
Со стороны органов чувств: нарушение зрения (диплопия:52, амблиопия), звон в ушах.
Со стороны органов кроветворения: крайне редко — лейкопения.
Аллергические реакции: крайне редко — кожная сыпь, зуд, лихорадка, мультиформная экссудативная эритема (в том числе синдром Стивенса-Джонсона).
Прочие: пурпура, увеличение массы тела, крайне редко — периферические отёки, изменение цвета эмали зубов, акне, отёк лица, колебания гликемии в крови у больных сахарным диабетом. При назначении совместно с другими противоэпилептическими лекарственными средствами — повышенная ломкость костей.

### Самоубийства
В 2009 году Администрация США по контролю за продуктами и лекарствами (FDA) опубликовала предупреждение о повышенном риске суицидальных мыслей и суицидального поведения у пациентов, принимающих некоторые из противосудорожных препаратов, в том числе габапентин, модифицировав предостережение в чёрной рамке, чтобы отразить это. Метаанализ 2010 года подтвердил повышенный риск самоубийства, связанный с использованием габапентина.

### Рак
Увеличение образования аденокарциномы наблюдалось у крыс во время доклинических исследований, однако клиническое значение этих результатов остаётся неопределённым. Известно также, что габапентин индуцирует карциному ацинарных клеток поджелудочной железы у крыс через неизвестный механизм — возможно, путём стимуляции синтеза ДНК; эти опухоли не влияли на продолжительность жизни крыс и не метастазировали.

### Злоупотребление
Габапентин может вызывать привыкание. Злоупотреблений этим препаратом не было известно в России до 2016 года, но после внесения прегабалина с 1 января 2016 года в список предметно-количественного учёта случаи такого злоупотребления очень редко отмечались. Также габапентин и прегабалин были внесены в апреле 2019 года в Великобритании в класс C. Однако в большинстве стран габапентин не подлежит предметно-количественному учёту, и злоупотребления им практически отсутствуют.

### Абстинентный синдром
Толерантность и абстинентный синдром представляют собой обычное явление как у лиц, которым габапентин назначен в терапевтических целях, так и у лиц, использующих его в рекреационных целях. Симптомы отмены обычно появляются на протяжении периода от 12 часов до 7 дней после прекращения приёма габапентина. После резкой отмены терапии габапентином наиболее часто отмечались следующие побочные эффекты: беспокойство, бессонница, тошнота, боли различной локализации и потливость.

## Передозировка
При чрезмерном проглатывании, случайном или намеренном, пациенты могут испытывать симптомы передозировки, включая сонливость, седацию, помутнение зрения, невнятную речь и, возможно, смерть, если принимать очень большое количество, особенно в сочетании с алкоголем. Для подтверждения передозировки может быть измерена концентрация габапентина в сыворотке крови.
Симптомы: головокружение, диарея, двоение в глазах, нарушение речи, сонливость, летаргия.
 Лечение: симптоматическое

## Фармакологическое действие
В терапевтических концентрациях габапентин не связывается с ГАМК-, бензодиазепиновыми, NMDA и глициновыми рецепторами. Тем не менее этот препарат обладает способностью усиливать образование ГАМК. Механизм его противоэпилептического действия обусловлен также способностью непосредственно открывать ионные каналы для ионов калия. В исследованиях меченного габапентина in vitro идентифицированы новые пептидные рецепторы в ткани головного мозга крыс, включая неокортекс и гиппокамп, которые могут опосредовать противосудорожную активность габапентина и его производных. Механизм анальгезирующего действия габапентина при нейропатической боли связывают с его способностью изменять активность потенциал-зависимых кальциевых каналов (идентифицированы дополнительные субъединицы с высоким сродством к габапентину вольтаж-активированного кальциевого канала).

## Фармакокинетика
Абсорбция — быстрая. Она происходит посредством активного транспорта при помощи большого нейтрального транспортёра аминокислот (LAT1, SLC7A5) через аминокислоты L- лейцин и L-фенилаланин. Известно, что этим транспортёром переносится очень мало лекарств (менее 10). Биодоступность не пропорциональна дозе: при увеличении дозы снижается и составляет при дозе 300 мг — 60 %, при 1600 мг — 30 %. Габапентин энакарбил транспортируется не с помощью LAT1, а с помощью монокарбоксилатного транспортёра 1 (MCT1) и натрий-зависимого мультивитаминного транспортёра (SMVT).
Абсолютная биодоступность — 60 % (капсулы). Пища, в том числе с большим содержанием жиров, не оказывает влияния на фармакокинетику. TCmax — 2—4 ч. Концентрации в плазме пропорциональны дозе. Cmax — 4,02 мкг/мл при применении в дозе 300 мг каждые 8 часов и 5,50 мкг/мл — при дозе 400 мг. AUC соответственно — 24,8 и 33,3 мкг/мл/ч. Проходит через ГЭБ, однако из-за низкой липофильности препарата требуется активный транспорт. Поступает в грудное молоко.
Объём распределения — 57,7 л. У пациентов с эпилепсией концентрации в спинномозговой жидкости составляют примерно 20 % от соответствующих Css препарата в плазме. Связь с белками плазмы — очень низкая (менее 1 %). Практически не метаболизируется, не индуцирует окислительные ферменты со смешанной функцией, участвующие в метаболизме лекарственного средства. И наоборот, габапентин энакарбил, действующий как пролекарство, должен пройти ферментативный гидролиз, чтобы стать активным. Это происходит при помощи неспецифических эстераз в кишечнике и в меньшей степени в печени.
Выводится почками. Выведение из плазмы имеет линейную зависимость. T½ короткий — в среднем 5—7 часов, не зависит от дозы (при дозе 300 мг — 5,2 часа, при дозе 400 мг — 6,1 часа), поэтому габапентин должен приниматься 3—4 раза в день для поддерживания терапевтического уровня. Константа скорости выведения, клиренс из плазмы и почечный клиренс габапентина прямо пропорциональны клиренсу креатинина. Удаляется при гемодиализе. Клиренс габапентина из плазмы снижается у пожилых людей и пациентов с нарушенной функцией почек, T1/2 при клиренсе креатинина менее 30 мл/мин — 52 ч. Фармакокинетика не меняется при повторном применении.

## Показания к применению
Эпилепсия: парциальные судороги со вторичной генерализацией и без неё у взрослых и детей старше 12 лет (монотерапия); в качестве дополнительного средства при лечении парциальных судорог со вторичной генерализацией и без неё у взрослых и детей в возрасте 3 лет и старше; Нейропатическая боль у взрослых в возрасте старше 18 лет.

## Противопоказания
Гиперчувствительность.

### C осторожностью
Беременность, период лактации, почечная недостаточность.

## Особые указания
В случае необходимости снижать дозу, отменять препарат или заменять его на альтернативное лекарственное средство следует постепенно, в течение минимум 1 недели. Резкое прекращение терапии противоэпилептическими лекарственными средствами у пациентов с эпилепсией может спровоцировать эпилептический статус.
Препарат неэффективен при лечении абсансных эпилептических припадков.
Во время беременности применяется только в том случае, если предполагаемая польза для матери оправдывает возможный риск для плода (возможно замедление роста плода при превышении терапевтической дозы 3600 мг в пересчёте на мг/сутки).
Выводится с грудным молоком. Влияние препарата на новорождённых, вскармливаемых грудью, неизвестно, поэтому кормящим женщинам можно принимать только в том случае, если польза для матери явно перевешивает риск.
Безопасность и эффективность назначения габапентина детям в возрасте до 3 лет в качестве дополнительной терапии эпилепсии и у детей в возрасте до 12 лет в качестве монотерапии не установлены.
Безопасность и эффективность лечения невропатии у пациентов в возрасте до 18 лет не установлены.
В случае появления у взрослых сонливости, атаксии, головокружения, повышенной утомляемости, тошноты и/или рвоты, прибавки массы тела, а у детей — сонливости, гиперкинезии и враждебности следует прекратить лечение и проконсультироваться с врачом.
В период лечения необходимо соблюдать осторожность при вождении автотранспорта и занятии другими потенциально опасными видами деятельности, требующими повышенной концентрации внимания и быстроты психомоторных реакций.

## Взаимодействие
Возможно совместное применение с другими противоэпилептическими препаратами (фенитоин, карбамазепин, вальпроевая кислота, фенобарбитал), с пероральными контрацептивными (содержащими норэтиндрон и/или этинилэстрадиол); препаратами, блокирующими канальцевую секрецию (снижают выведение габапентина почками). Антациды (содержащие Al3+ и Mg2+) снижают биодоступность габапентина примерно на 20 % (рекомендуется принимать через 2 часа после приёма антацида). Миелотоксические лекарственные средства — усиление гематотоксичности (лейкопении).
При приёме опиоидного анальгетика морфина (60 мг) через 2 часа после приёма габапентина (600 мг) AUC (площадь, ограниченная ROC-кривой и осью доли ложных положительных классификаций) габапентина увеличивалась на 44 %.

## Критика
В 1990-х годах представители фармацевтической компании Parke-Davis (находившейся в собственности компании Warner-Lambert, которая, в свою очередь, в 2000 году перешла во владение компании Pfizer) продвигали габапентин для применения его по широкому кругу неодобренных показаний: психические расстройства, мигрень, болевые синдромы и др. К тому времени габапентин был одобрен для применения лишь в США, и только как дополнительное средство второго ряда для назначения его пациентам с эпилепсией, у которых предшествующее лечение не позволяло добиться адекватного контроля над заболеванием.
Проведённая в 2002 году оценка показала, что габапентин назначался офф-лейбл в 95 % случаев. В 2003 году продажи нейронтина (одно из торговых наименований габапентина) составили 2,7 миллиардов долларов, и около 90 % продаж было офф-лейбл.
Компания Warner-Lambert платила врачам, чтобы те разрешали продавцам лекарств находиться в их кабинетах во время приёма пациентов и предлагать им габапентин для широкого спектра расстройств, в том числе биполярного аффективного расстройства, боли, мигрени, синдрома дефицита внимания, синдрома беспокойных ног, наркотической и алкогольной зависимости (абстинентного синдрома), хотя в действительности препарат был одобрен лишь для лечения лекарственно-резистентной эпилепсии. В каталоге лекарств Drugdex были перечислены не менее 48 офф-лейбл показаний к применению габапентина, причём американская страховая компания Medicaid обязана была платить за данный препарат, если его назначали по одному из этих показаний.
Особенно часто незаконное продвижение препарата велось на заседаниях, предназначенных для обучения врачей. По утверждению врача-осведомителя, его обучали искажать научные данные, а на некоторых встречах, посвящённых габапентину, Warner-Lambert платила не только лекторам, но и слушателям, спонсируя их поездки на Гавайи, во Флориду, на Олимпийские игры 1996 года в Атланте. Один из врачей получил почти 308 000 долларов за рекламу габапентина на конференциях.
Внутренний меморандум компании показал, что врачи, принимавшие участие в оплачиваемых компанией обедах, на которых обсуждались неодобренные показания к применению габапентина, выписали на 70 % больше рецептов на него, чем те, кто не присутствовал на этих обедах. Компания также настаивала на том, чтобы врачи выписывали намного более высокие дозы габапентина, нежели те, что были одобрены. Это гарантировало более высокий доход и вместе с тем — повышенный риск побочных эффектов.
Warner-Lambert отслеживала врачей, назначавших габапентин в больших объёмах, и награждала их, делая докладчиками или консультантами, а также щедро одаривала за набор пациентов в исследования. Помимо этого, врачам платили за одалживание их имён для статей теневого авторства, в которых утверждалось, что габапентин эффективен даже при применении его по неодобренным показаниям.
Внутренние документы иллюстрируют, что компания искажала результаты исследований габапентина. Манипуляции включали выборочные статистические анализы, задержку публикации отрицательных данных и представление только положительных результатов, неправомерное исключение или включение пациентов в анализ, множество проплаченных публикаций искажённых результатов, выборочное цитирование и намеренное усложнение выводов, позволяющее представить отрицательные результаты как положительные. Смещение вводилось уже при разработке дизайна испытания — например, использовались высокие дозы препарата, что приводило к раскрытию ослепления и предвзятому представлению субъективных исходов. В действительности — согласно данным исследований, которые тщательно скрывались, — габапентин по многим показаниям, по которым его применяют офф-лейбл, является не более эффективным, чем плацебо.
Компанией было проведено посевное испытание STEPS, не имевшее контрольной группы и ставившее перед собой сугубо маркетинговую задачу увеличить дозу габапентина и долю компании на рынке. В исследовании участвовало 772 врача, которые лечили лишь по четыре пациента каждый. Были наняты врачи с малым опытом либо даже вообще без опыта в клинических испытаниях. Торговые представители присутствовали в кабинетах врачей, собирали данные и выдвигали предложения, каких именно пациентов включать в исследование.
В 2004 году компания Pfizer, признав себя виновной в двух преступлениях, заплатила 430 миллионов долларов, чтобы урегулировать обвинения в мошенническом рекламировании габапентина по неодобренным показаниям. Штраф был относительно небольшим и не являлся сдерживающим фактором для дальнейшего продвижения габапентина.
После публикации данных о недобросовестной рекламе препарата число офф-лейбл показаний значительно снизилось, однако габапентин остаётся одним из самых назначаемых препаратов в США.